# Climen
Segons la mitologia grega, Climen (en grec antic: Κλύμενος, Clýmenos), fill de Presbó, va ser un rei d'Orcomen, que regnà després del rei d'aquest nom. Va morir lapidat per uns tebans al bosc sagrat de Posidó. Per venjar aquesta mort, el seu fill Ergí imposà un tribut a Tebes, del qual la deslliurà Hèracles.
Va tenir uns quants fills: Ergí, Estraci, Arró, Pileu i Azeu, i una filla, Eurídice, que es casà amb Nèstor.
Un altre Climen era arcadi, fill d'Esqueneu o potser de Teleu, rei d'Arcàdia, que va enamorar-se de la seva filla Harpàlice, i amb ajut de la seva dida va aconseguir posseir-la. Després va donar-la en matrimoni a Alàstor, però després, penedit, la va prendre al seu marit i la va retenir amb ell. La jove, per venjar-se de l'abús, va matar els seus germans menors, o els que havia tingut amb el seu pare, i els va donar per menjar. Climen, en saber-ho, va matar-la i després se suïcidà.
Un altre Climen originari de la ciutat de Cidònia, a Creta, era fill de Cardis i descendent d'Hèracles. Va arribar a Olímpia uns cinquanta anys després del diluvi de Deucalió i va fundar els Jocs Olímpics. Va consagrar un altar als curets i al seu avantpassat Hèracles. Va ser rei del país fins que Endimió el va destronar. Endimió va afegir una nova prova als Jocs, una cursa a peu, i va proposar als seus fills la successió al tron com a premi al guanyador.